# Rewak le Rebelle
Pour plus de détails, voir Fiche technique et Distribution.
Rewak le Rebelle (titre original : The Barbarians)  est un film italo-américain réalisé par Rudolph Maté, sorti 1960.

## Synopsis
Dans les jours précédant le déclenchement de la deuxième guerre punique, une expédition sur les côtes ibériques est menée au cours de laquelle, Kainus le carthaginois prend Rewak et sa sœur comme otages et les embarque sur l'un de ses bateaux qui se dirige vers Carthage.

## Fiche technique
- Titre italien : Revak lo schiavo di Cartagine
- Titre américain : The Barbarians
- Réalisation : Rudolph Maté
- Scénario :  John Lee Mahin et Martin Rackin d’après le roman The Barbarians de F. Van Wyck Mason
- Musique : Franco Ferrara
- Directeur de la photographie : Karl Guthrie
- Distribution en France :Comptoir Français du Film
- Montage : Gene Ruggiero
- Production : John Lee Mahin et Martin Rackin
- Genre : péplum
- Durée : 87 minutes
- Dates de sortie : 
  - États-Unis : 4 octobre 1960
  - France : 12 janvier 1962

## Distribution
- Jack Palance (VF : Bernard Noël) : Rewak
- Milly Vitale (VF : Sylvie Deniau) : La princesse Tiranha
- Guy Rolfe (VF : François Chaumette) : Kainus
- Austin Willis (VF : Yves Brainville) : Varos
- Richard Wyler (VF : Dominique Paturel) : Lycossos
- Melody O’Brien (VF : Michèle Montel) : Créoda, la sœur de Rewak
- Deirdre Sullivan (VF : Claire Guibert) : Valeria
- Joseph Cuby : Babu le dompteur
- Georges Ehling (VF : William Sabatier) : Mago
- Puccio Ceccarelli : Beliasis le gladiateur
- John Alderson : Histatène
- Richard Watson (VF : Fernand Fabre) : Le roi Penda